# هوسدن
هوسدن Heusden  بلدية وبلدة بمقاطعة شمال برابنت، جنوبي هولندا.

## طوبوغرافيا
خريطة طوبوغرافية هولندية لبلدية هوسدن، يونيو 2015، (تقرأ بعد ثلاث نقرات على الخريطة).

## توأمة
لهوسدن اتفاقيات توأمة مع:
- أوتجيوارونغو

## أعلام
- جاي هاردواي
- نايب لكويرح
- هيندريك مريكوس دي كوك